# Finländsk rock
Finländsk rock, även kallat suomirock och finnrock m.m., refererar till rockmusik från Finland. Den första rock and roll-vågen växte fram under 1950-talet och har innan dess tagit inspiration av Finlands populärkultur. De flesta finländska rockgrupperna har framfört sina låtar på finska.

## Historik
Den finländska rockscenen började ta fart under 1950- och 1960-talen, och det var då vanligt att grupperna framförde hitlåtar översatta till finska. Eero Raittinen och hans bror Jussi Raittinen är två av de tidigaste artisterna man brukar förknippa med finländsk rock och började sin karriär under 1960-talet, tillsammans med grupper som Jormas, Topmost och Ernos. Även det brittiska bandet Renegades har haft sina största framgångar under 1960-talet i Finland. Helsingfors stod som centrum för den finländska rock- och popmusiken under denna period. Skivbolaget Love Records var ett av de första nationella skivbolag inriktade på finländsk rock, trots att en del jazzgrupper hade kontrakt med skivbolaget. Gruppen Suomen Talvisota 1939-1940 kom att representera den finländska underground-scenen, och deras enda album Underground-Rock (1970) uppges ha ett stort inflytande bland många nuvarande artister från Finland. Andra finländska underground/psykedeliska band från denna epok var The Sperm, Apollo och banbrytande Blues Section, som gav upphov till Wigwam och Tasavallan Presidentti efter att de splittrades.
I början av 1970-talet hade ett flertal nya artister bildats. "Singer-songwriters" som Hector och Juice Leskinen började skriva låtar på finska och kombinera ironi, poesi och introspektion med ett rockigt ljud. Senare under 70-talet tog musikstilarna new wave och punk fart i samband med artister som Pelle Miljoona, Eppu Normaali och Hassisen Kone. Den finländska rocken hade nu blivit självständig. Artister som Dave Lindholm, Tuomari Nurmio och Ismo Alanko fortsatte med sina egna stilar. Tammerfors blev i början av 1970- och 1980-talen den mest dynamiska staden för rockkultur.
Hurriganes och deras frontman Remu Aaltonen var en av de mest kända grupperna i Finland. Denna 70-talsgrupp spelade kraftfull, boogie-baserad enkel rock, och deras låt Get On har kommit att bli nästan som en temalåt i Finland. Andra inflytelserika grupper var Dingo, en poprock-grupp och idol för tonåringar, och Yö med låten Joutsenlaulu som än idag spelas på radio och karaoke. Kingston Wall var ett kultband i början av 90-talet, som kombinerade psykedeliska influenser med hårdrock.

## Internationella framgångar

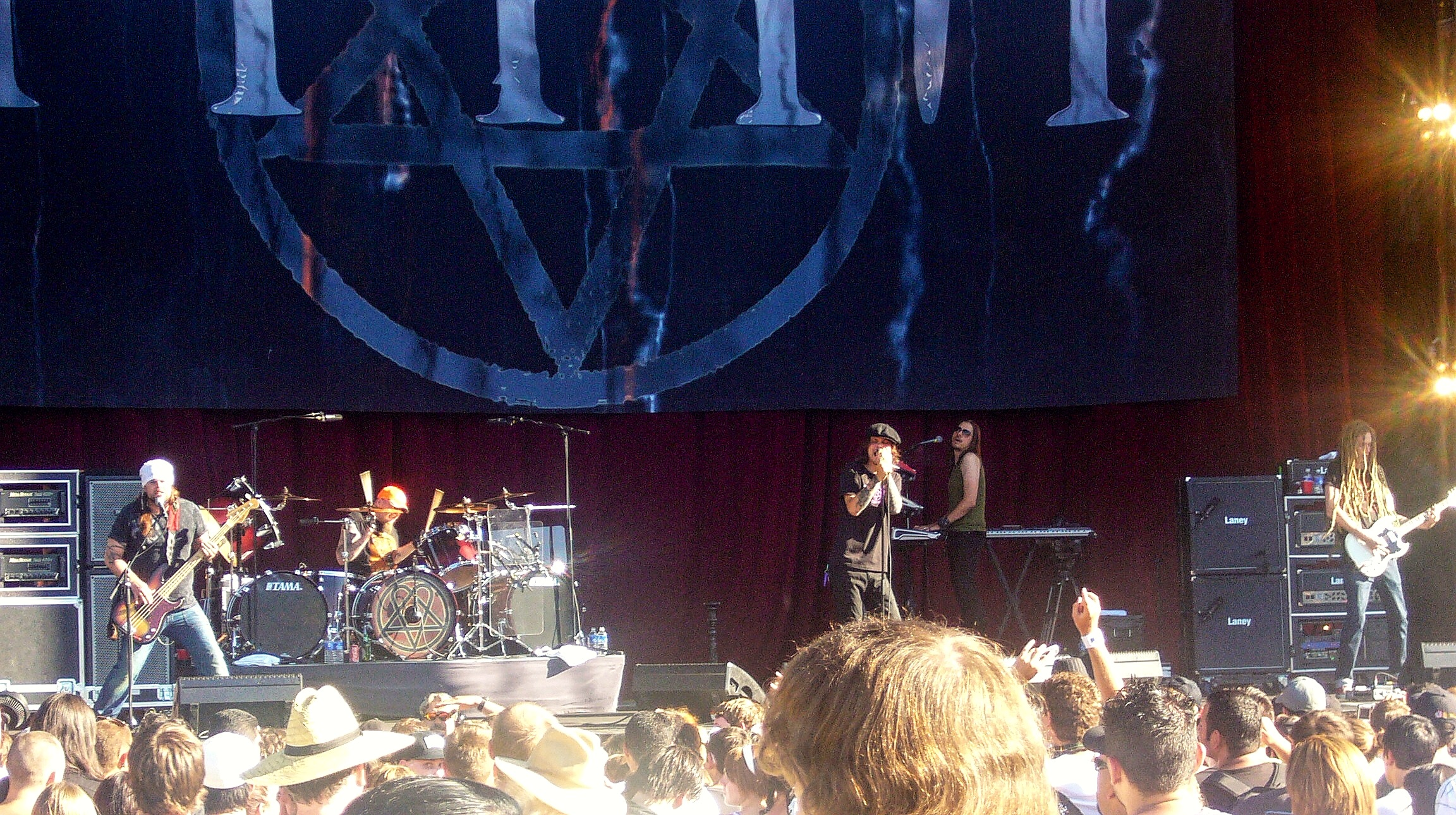
HIM är ett av de få rockband från Finland som nått framgång i USA.

De första rockbanden från Finland som kom att nå internationell framgång var progressiva rockband som Tasavallan Presidentti och Wigwam. Ett tag var de på väg att slå igenom i Europa, men den internationella berömmelsen undgick dem. Finlands 80-talsband som Gringos Locos och Havanna Black kunde inte heller nå en internationell fortsättning. Ett undantag var dock Hanoi Rocks, ett populärt glamrockband som än idag är den mest respekterade finländska gruppen utomlands. Även om bandet kollapsade på gränsen till sitt sista internationella genombrott, var de en inspirationskälla för flera glamrockband från 1980-talet, bland andra Guns N' Roses.
En del moderna band som har uppnått en viss mainstreampopularitet inom rock inkluderar Leningrad Cowboys, kända för att spela tillsammans med Red Army, Mieskuoro Huutajat och surfbandet Laika & the Cosmonauts.
22-Pistepirkko har haft en kult status i Europa, bland annat i Nederländerna och Tyskland. Indierock-trions musik innehåller blues och melankoliska melodier, liknande Tom Waits.

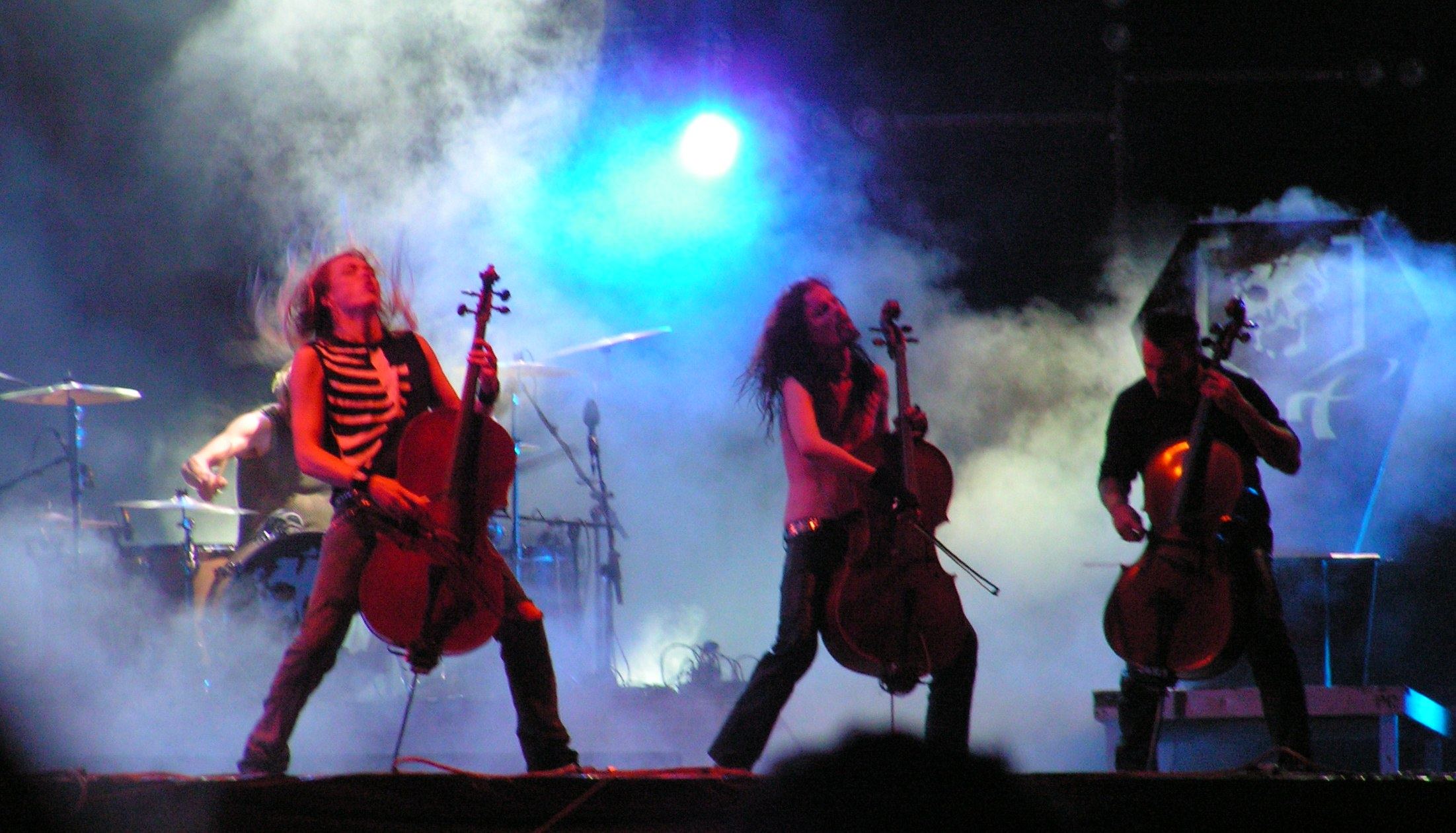
Apocalyptica är kända för att spela instrumental hårdrock på cello.

Finlands kanske viktigaste bidrag till modern populärmusik är heavy metal och liknande stilar. Det är även från Finland som de flesta power metal-band kommer ifrån. Denna typ av slagkraftiga metal domineras av band som Entwine, Apocalyptica, Impaled Nazarene, Nightwish, The 69 Eyes, Stratovarius, Sentenced, Sonata Arctica, Children of Bodom, Amorphis, Ensiferum och Waltari.
Ett annat populärt band från Finland utomlands är HIM som använder sin egen benämning "love metal" för att beskriva deras musik. HIM och The Rasmus har toppat albumlistorna i flera europeiska länder med deras populäraste album. HIM har även mottagit en guldskiva i USA under 2006. Den internationella framgången för The Rasmus och HIM under det nuvarande decenniet är bredare än vad någon finländsk grupp har uppnått tidigare.
Finland var även vinnare av Eurovision Song Contest 2006 med det första heavy metal-bandet som deltagit, Lordi. Under 2008 försökte även Teräsbetoni med att blanda metal med Eurovision, denna gången med mindre framgång.

## Rockfestivaler i Finland

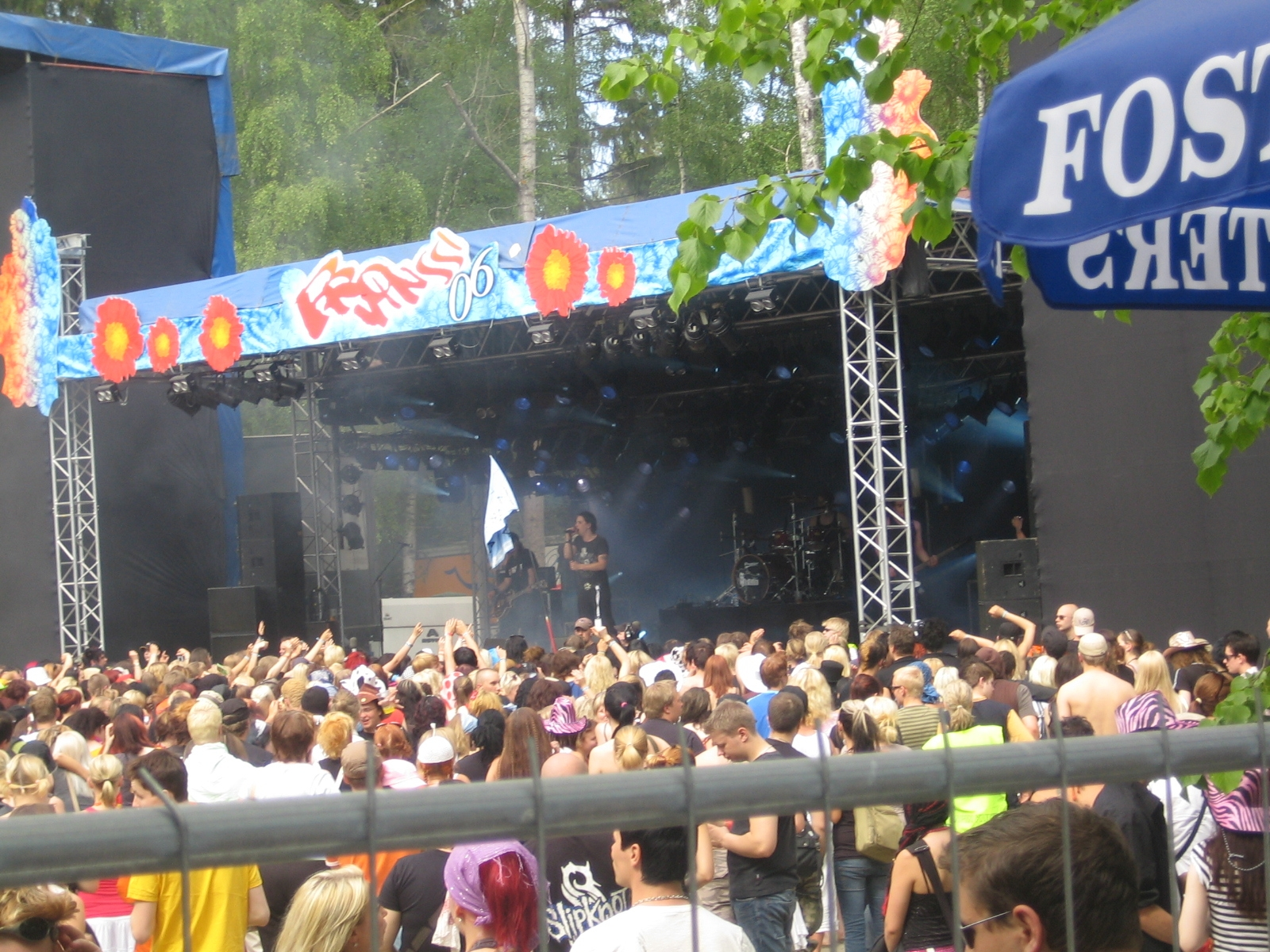
Provinssirock 2006.

Det finns i Finland ett antal musikfestivaler med inriktning på rock, metal, punk och liknande stilar. Finlands största rockfestival är Provinssirock, som arrangeras årligen i juni på en ö i Seinäjoki. Sommaren 2006 hade festivalen över 60 000 besökare. På festivalen har flera världskända grupper uppträdit genom åren, bland andra Foo Fighters, Linkin Park, Paramore, The Sounds, Billy Talent och Serj Tankian.
Till andra rockfestivaler i Finland hör Ankkarock i Vanda, Rockoff på Åland, Ruisrock i Åbo, Rockperry i Vasa, Sauna Open Air Festival i Tammerfors och Tuska Open Air i Helsingfors m.fl.